# Чокарро, Давид
Давид Чокарро (род. 5 апреля 1980, Буэнос-Айрес, Аргентина) — аргентинский актёр и манекенщик, бывший игрок в бейсбол.
Начал свою карьеру в качестве модели и актёра в 22 года, когда сыграл незначительную роль в сериале Kiebre. После этого стал в Аргентине одним из самых узнаваемых лиц телевизионных рекламных роликов и печатной рекламы. Благодаря своему таланту он быстро стал востребован на мексиканском рынке мыльных опер и получил роль в сериале «Успешные сеньоры Пеллс».
Давид также был лицом многих многонациональных рекламных кампаний, а также развивался, как игрок в бейсбол в своей стране, что большая редкость для Аргентины. В 1998 году он стал сотрудничать с дочерней компанией «Нью-Йорк Янкис» в Венесуэле.
Был моделью для многих крупных брендов, таких как Gatorade, Panasonic. В 2007 году Чокарро представлен в журнале Cosmopolitan Cosmo в Календаре мужчин за декабрь месяц. В 2008 году он работал в программе под названием Spa de Hombres, на канале Utilísima, который транслируется по всей Латинской Америке.
В настоящее время Давид тесно сотрудничает с компанией Telemundo, с которой работал с 2010 года над производством драмы «Кто-то смотрит на тебя». В 2012 году Давид получает роль в El Rostro de la Venganza (Лик мести), где сыграет Диего Меркадера. В этой картине также задействованы такие звёзды, как Иван Санчес, Марица Родригес, Сауль Лисасо, Синтия Олаваррио и другие.
Давид Чокарро женат на актрисе Каролине Лаурсен, у супругов есть две дочери: Аллегра и Бригитта

## Фильмография
- 2020—100 días para enamorarnos(сериал) … Emiliano León
- 2018—2019 — Сеньора Асеро / Señora Acero (сериал) … Alberto Fuentes
- 2018 — Заключенный / The Inmate (сериал) … Santito
- 2017 — Фанатка / La Fan (сериал) … Ricardo Ernesto / Richard Ernestón
- 2016—2017 — Донья / La Doña (сериал) … Saúl Aguirre
- 2014 — Вилла «Рай» / Villa Paraíso (сериал) … Sebastian Mejía
- 2014 — В чужой коже / En otra piel (сериал) … Diego Ochoa
- 2012 — El Rostro de la Venganza (сериал) … Diego Mercader
- 2011 — … Дом по соседству / La casa de al lado (сериал) … Adolfo Acosta — Ismael Mora
- 2010 — Аврора/ Aurora (сериал) … Christian Santana
- 2010 — Кто-то смотрит на тебя/ Alguien te mira (сериал) … Benjamin Morandé
- 2009 — … Успешные сеньориты Перес / Los exitosos Pérez (сериал) … Nacho
- 2008 — Успешные сеньоры Пеллс/ Los exitosos Pells (сериал) … Politician
- 2007 — … Почти ангелы / Casi ángeles (сериал) … Matt
- 2004−2005 Флорисьента/ Floricienta (сериал)
- 2002 — Kiebre (ТВ) … Notero 1